# Ведьорники
Ведьо́рники (рос. Ведёрники, марій. Ведерники) — присілок у складі Марі-Турецького району Марій Ел, Росія. Входить до складу Марійського сільського поселення.

## Населення
Населення — 103 особи (2010; 113 у 2002).
Національний склад (станом на 2002 рік):
- татари — 96 %